# Niszczyciele typu Wicher
Niszczyciele typu Wicher – seria dwóch niszczycieli z okresu międzywojennego i II wojny światowej, zbudowanych we Francji dla polskiej Marynarki Wojennej (przed wojną określanych jako kontrtorpedowce). Były to pierwsze jednostki tej klasy w Marynarce Wojennej RP, w momencie wcielenia do służby były też jej największymi okrętami bojowymi. Obydwa okręty wzięły udział w II wojnie światowej. ORP „Wicher” został zatopiony podczas kampanii wrześniowej 3 września 1939 roku przez niemieckie lotnictwo w porcie w Helu. ORP „Burza” służył w siłach zbrojnych na Zachodzie, po wojnie powrócił do kraju, gdzie początkowo służył w Marynarce Wojennej PRL, a następnie od 1960 roku jako okręt muzeum, by ostatecznie zostać zezłomowany w 1977 roku.

## Geneza i zamówienie

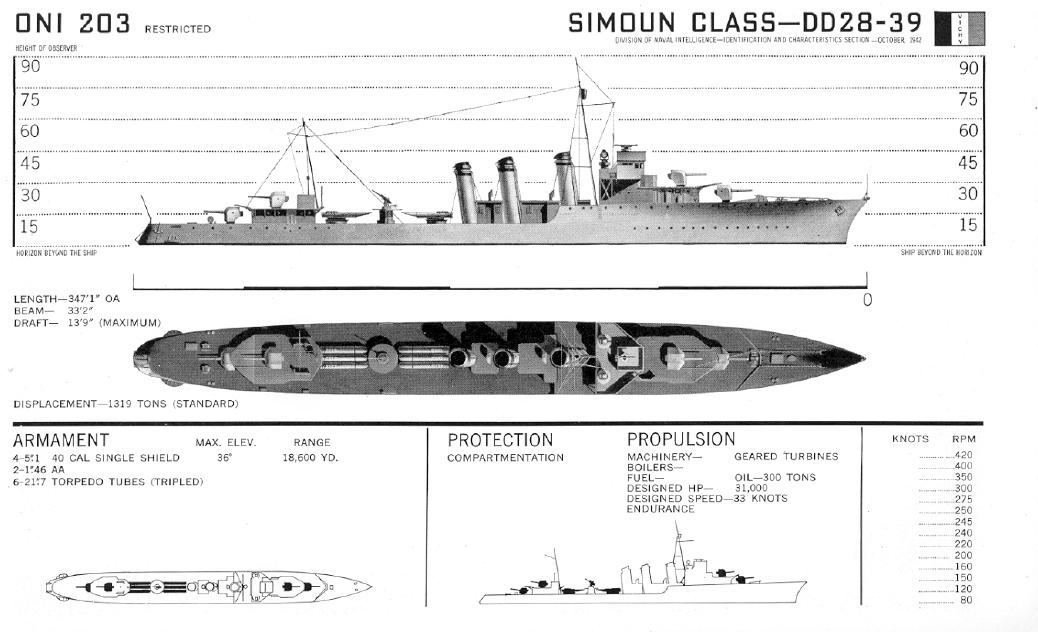
Sylwetka i charakterystyka niszczycieli typu Bourrasque (Simoun). Na planach okrętów tego typu były wzorowane budowane dla Marynarki Wojennej RP niszczyciele typu Wicher.

W skład Marynarki Wojennej II RP w pierwszych latach jej istnienia wchodziły okręty używane, zwykle mocno wyeksploatowane i przestarzałe, zakupione od innych państw lub przyznane w ramach odszkodowań wojennych, a pochodzące z Kaiserliche Marine . Okręty te nie gwarantowały spełnienia zadań, jakie postawiło przed MW zarządzenie Rady Ministrów RP z 3 kwietnia 1922 roku, czyli zapewnienia obrony Rzeczypospolitej na wodach wewnętrznych i na morzu oraz obrony dostępu ze strony morza na Wybrzeże. Od momentu powstania Departament do Spraw Morskich wysuwał ambitne plany rozbudowy floty, jednak ze względu na niekorzystną sytuację ekonomiczną II Rzeczypospolitej i brak odpowiedniej infrastruktury, nie mogły być one zrealizowane. Dopiero przedstawiony w 1924 roku tzw. mały plan rozbudowy floty (który zakładał zakup dwóch krążowników, 6 kontrtorpedowców, 12 torpedowców i 12 okrętów podwodnych) zyskał, w związku z poprawą sytuacji ekonomicznej kraju i przekonaniem przez szefa KMW kmdr. Świrskiego ówczesnych władz politycznych do celowości rozbudowy floty, widoki na możliwość realizacji. W projekcie budżetu na rok 1925 zapreliminowano na zakup nowych okrętów 5,7 mln złotych, ponadto staraniem Francuskiej Misji Morskiej w Warszawie i jej szefa kmdr. Joliveta rząd francuski jeszcze w 1921 roku otworzył rządowi polskiemu linię kredytową na 300 mln franków. Jednakże już jesienią 1925 roku w związku z kryzysem ekonomicznym Minister Spraw Wojskowych gen. Władysław Sikorski był zmuszony do dwukrotnych korekt planu rozbudowy floty, w rezultacie plan okrojono i postanowiono zakupić jedynie trzy okręty podwodne. Zamówienie na okręty podwodne miało być skierowane do francuskiej stoczni Chantiers Augustin Normand w Hawrze – wynikało to z chęci zacieśniania i rozwoju współpracy wojskowej pomiędzy Francją i Polską (plany adm. Porębskiego, by w rozbudowie Marynarki Wojennej oprzeć się na Wielkiej Brytanii, spełzły na niczym w związku z niechętnym stosunkiem rządu brytyjskiego do rozwoju polskiej MW). Jednocześnie trwały naciski ze strony rządu francuskiego na rząd polski, by budowę okrętów podwodnych zlecić francuskiej firmie Chantiers Navals Français, jej udziałowcem był bowiem Minister Spraw Zagranicznych Francji, Aristide Briand. Zarazem ambasador Polski we Francji, Alfred Chłapowski, zabiegał o udzielenie pożyczki przez rząd francuski dla upadającego Banku Cukrownictwa, którego był prezesem. W wyniku tych nacisków, na spotkaniach w Inowrocławiu pomiędzy Sikorskim a Chłapowskim, oraz pomiędzy Sikorskim a Świrskim, ustalono, że stoczni Chantiers Navals Français nie będzie się powierzać budowy okrętów podwodnych, ponieważ w ocenie szefa KMW stocznia ta nie miała doświadczenia w i zaplecza do ich budowy, natomiast zleci się jej wybudowanie dwóch niszczycieli, określanych w ówczesnej terminologii jako kontrtorpedowce.
Gen. Lucjan Żeligowski, który zastąpił gen. Sikorskiego na stanowisku Ministra Spraw Wojskowych, chciał ograniczyć zamówienie do jednego niszczyciela, jednak wobec sprzeciwu kmdr. Świrskiego nie zyskał poparcia premiera Skrzyńskiego. 16 marca 1926 roku Komitet Ekonomiczny Rady Ministrów zaaprobował umowę na budowę dwóch niszczycieli i upoważnił kmdr. Świrskiego do jej podpisania. Umowa podpisana została 2 kwietnia 1926 roku w Paryżu, ze strony stoczni parafował ją jeden z jej udziałowców i dyrektor, inż. E. Dhôme. Dwa niszczyciele z uzbrojeniem i amunicją, łącznie za 2 404 200 dolarów, miały być przekazane zamawiającemu, pierwszy z okrętów w ciągu 27 miesięcy, a drugi – 39 miesięcy od zawarcia umowy. Gdy wiadomość o polskim zamówieniu pojawiła się we francuskiej prasie, brytyjski ambasador w Paryżu, lord Robert Crewe-Milnes przekazał ją rządowi brytyjskiemu, który wystosował stanowczy protest, za podstawę którego uznając naruszenie artykułu XVI układu waszyngtońskiego z 1922 roku o ograniczeniu zbrojeń morskich. Domagano się wyjaśnień od rządu francuskiego, dlaczego strony układu nie zostały powiadomione o budowie okrętów dla Polski. Francuskie memorandum notyfikacyjne rzeczywiście dotarło do Londynu już po podpisaniu francusko-polskiej umowy, tym niemniej ostatecznie wyjaśnienia strony francuskiej zostały przyjęte do wiadomości przez rząd brytyjski, który nie podejmował w tej sprawie dalszych działań.
Budowane okręty miały być wzorowane na francuskich niszczycielach „Orage” i „Ouragan”, należących do typu Bourrasque (Simoun), które Marine nationale zamówiła w Chantiers Navals Français w 1922 roku. Ze względu jednak na braki konstrukcyjno-taktyczne, których dopatrzyło się KMW w projekcie, wprowadzono do projektu na życzenie strony polskiej szereg zmian. Okręty miały być szersze od pierwowzoru o ok. 40 cm (zarazem miały też mieć większą o 130 ton wyporność – 1540 ton), zmieniono rozplanowanie urządzeń okrętowych (w ocenie KMW w okręcie zbudowanym według oryginalnego projektu urządzenia były rozplanowane wadliwie – wystarczyłoby jedno trafienie, by okręt unieruchomić). Ponadto zmiany dotyczyły wyposażenia okrętów w tory minowe dla 60 min zagrodowych, wzmocnienia artylerii przeciwlotniczej (zamiast armat kalibru 37 mm armaty 40 mm Vickersa, dodatkowo najcięższe karabiny maszynowe Hotchkissa).
W umowie przewidziano kary za opóźnienia w budowie, niedotrzymanie charakterystyk wyszczególnionych w specyfikacji oraz nagrody (np. jeśli okręt będzie w stanie rozwinąć prędkość powyżej 33,7 węzła). Określono sposoby płatności, szczegóły technicznego wykonania i odbioru budowanych okrętów, ubezpieczenia, gwarancji. Ustalono, że w razie nieporozumień pomiędzy stronami umowy rozstrzygać je będzie superarbiter wybrany przez sąd arbitrażowy przy Międzynarodowej Izbie Handlowej w Paryżu. Gwarancja na każdy z okrętów trwać miała 6 miesięcy od daty podpisania protokołu odbioru okrętu.

## Budowa

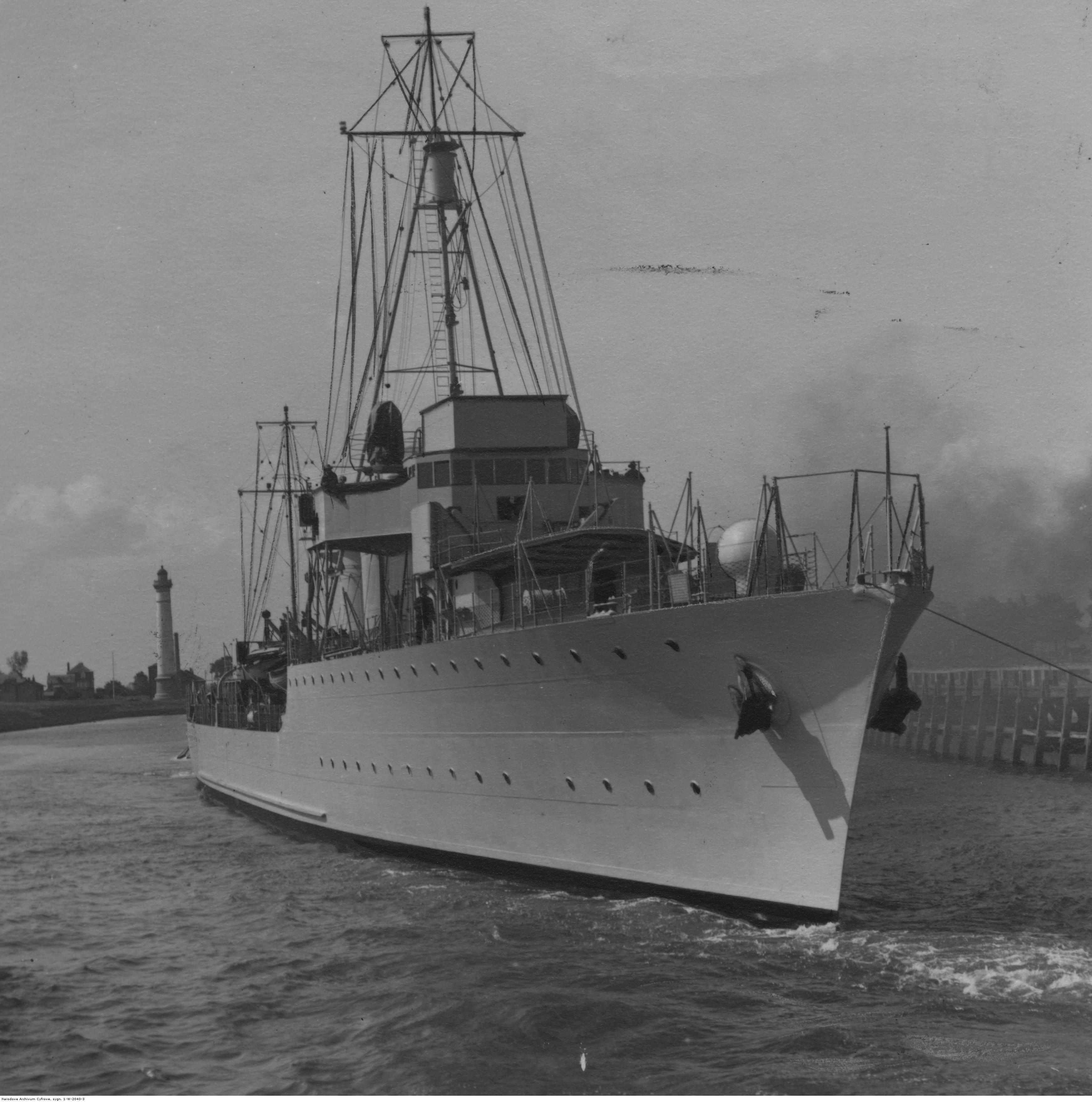
„Wicher” w basenie stoczniowym, przed ustawieniem głównej artylerii

Stępkę pod pierwszy z okrętów, nazwany później „Wichrem”, położono w Blainville 19 lutego 1927 roku. Pierwszy nit wbił Aleksander Chłapowski, ambasador RP we Francji, a drugi – kmdr Świrski. Budowę drugiego z niszczycieli – „Burzy”, rozpoczęto 1 listopada 1927 roku. Nadzór nad budową sprawowała powołana przez szefa KMW Komisja Nadzorcza Budowy Okrętów, której przewodniczył kmdr por. inż. Ksawery Czernicki. W jej skład wchodzili ponadto: kmdr ppor. inż. Alojzy Czesnowicki (specjalista ds. kotłowych i maszynowych, zastępca przewodniczącego do lipca 1927 roku), kmdr. por. inż. Aleksander Rylke (specjalista ds. kadłubów), kmdr por. inż. Stanisław Rymszewicz (specjalista ds. kotłowych i maszynowych oraz elektrotechnicznych, zastępca przewodniczącego od lipca 1927 roku), oraz kmdr ppor. inż. Stanisław Kamieński, kmdr ppor. Walerian Antonowicz, kpt. mar. inż. Witold Szulc, kpt. mar. Walerian Januszewski, por. mar. inż. Zbigniew Wroczyński, por. mar. inż. Tadeusz Dobrzyński. Komisja miała siedzibę w Paryżu oraz lokalną placówkę przy stoczni, w której rezydował chor. mar. Józef Wojtkowiak.
Budowa okrętów nie przebiegała zgodnie z harmonogramem. Przyczyną był zła organizacja prac stoczni i strajki pracowników, a nawet przypadki umyślnego sabotowania przez robotników prac nad okrętami i uszkadzania mechanizmów. Ponadto członkowie Komisji stwierdzali wzrastającą w miarę postępów budowy ilość usterek materiałowych i konstrukcyjnych. Usuwanie tych błędów wydłużało czas budowy okrętów. Już samo wodowanie „Wichra” odbyło się z rocznym opóźnieniem, a przekazanie okrętu 8 lipca 1930 roku odbyło się z 21-miesięcznym opóźnieniem. W przypadku „Burzy” (oddanej 10 sierpnia 1932 roku) poślizg wyniósł ponad 2,5 roku, na co złożyły się opóźnienia związane z koniecznością wymiany wadliwie wykonanych skraplaczy, turbin i kotłów. Zwłaszcza nieprzyjęcie wadliwych kotłów przez stronę polską miało duży wpływ na opóźnienie odbioru, ponieważ skutkowało rozpoczęciem postępowania arbitrażowego, co wiązało się ze wstrzymaniem prac na okręcie. Superarbiter wprawdzie przyznał rację stronie polskiej, jednak wymiana już zamontowanych kotłów wymagała zdejmowania poszycia okrętu, co spowodowało dodatkowe zaburzenia harmonogramu prac wykończeniowych. W przypadku odbioru „Wichra” także było konieczne powołanie komisji arbitrażowej – z ustaleń kmdr. Rylke wynikało bowiem, że wymagana w specyfikacji wysokość metacentryczna (80 cm) nie jest zachowana. Superarbiter także w tym przypadku zgodził się z argumentacją strony polskiej, co skutkowało nałożeniem na stocznię kary w wysokości 60 tys. dolarów (nie wiadomo jednak, czy wobec upadłości stoczni została ona wyegzekwowana). Przedłużające się budowy przyczyniły się do ogłoszenia upadłości stoczni, jednak ze względu na to, że wśród udziałowców był członek francuskiego rządu, oraz ze względów politycznych (wiarygodności Francji jako sojusznika), stocznia dostała się pod zarząd sądowy i uzyskała dodatkowe kredyty na kontynuowanie budowy polskich okrętów. Sama upadłość stoczni i związane z nią zamieszanie było czynnikiem, który przyczynił się do opóźnienia przekazania okrętów o około trzy miesiące.
Odbioru okrętów dokonywała Komisja Odbiorcza, w skład której wchodzili kmdr Czesław Petelenz jako przewodniczący (9 września 1930 roku zastąpił do kmdr por. Włodzimierz Steyer), kmdr Aleksander Rylke, kpt. mar. inż. Witold Szulc, kpt. mar.: Władysław Wolski, Walerian Januszewski, Czesław Wnorowski, Seweryn Bukowski i Alfred Jougan. Sekretarzem Komisji był kpt. int. Kazimierz Kalina. Do składu Komisji byli też dokooptowywani oficerowie, którzy mieli objąć dowództwo okrętów, kmdr ppor. Bolesław Sokołowski (przy odbiorze „Burzy”) i Tadeusz Podjazd-Morgenstern (w przypadku „Wichra”). Aktywną pomoc dla członków obydwu komisji i kontrolę nad przebiegiem prac pełnili podoficerowie-specjaliści, mający objąć okręty.
| Nazwa        | Numer (znak) taktyczny | Położenie stępki | Wodowanie        | Wejście do służby | Koniec służby             | Dalsze losy    |
| ORP „Wicher” | W                      | 19 lutego 1927   | 10 lipca 1928    | 8 lipca 1930      | zatopiony 3 września 1939 | -              |
| ORP „Burza”  | B; H73; N52; 272;      | 1 listopada 1927 | 16 kwietnia 1929 | 10 sierpnia 1932  | 28 czerwca 1976           | złomowany 1977 |

## Nazwa

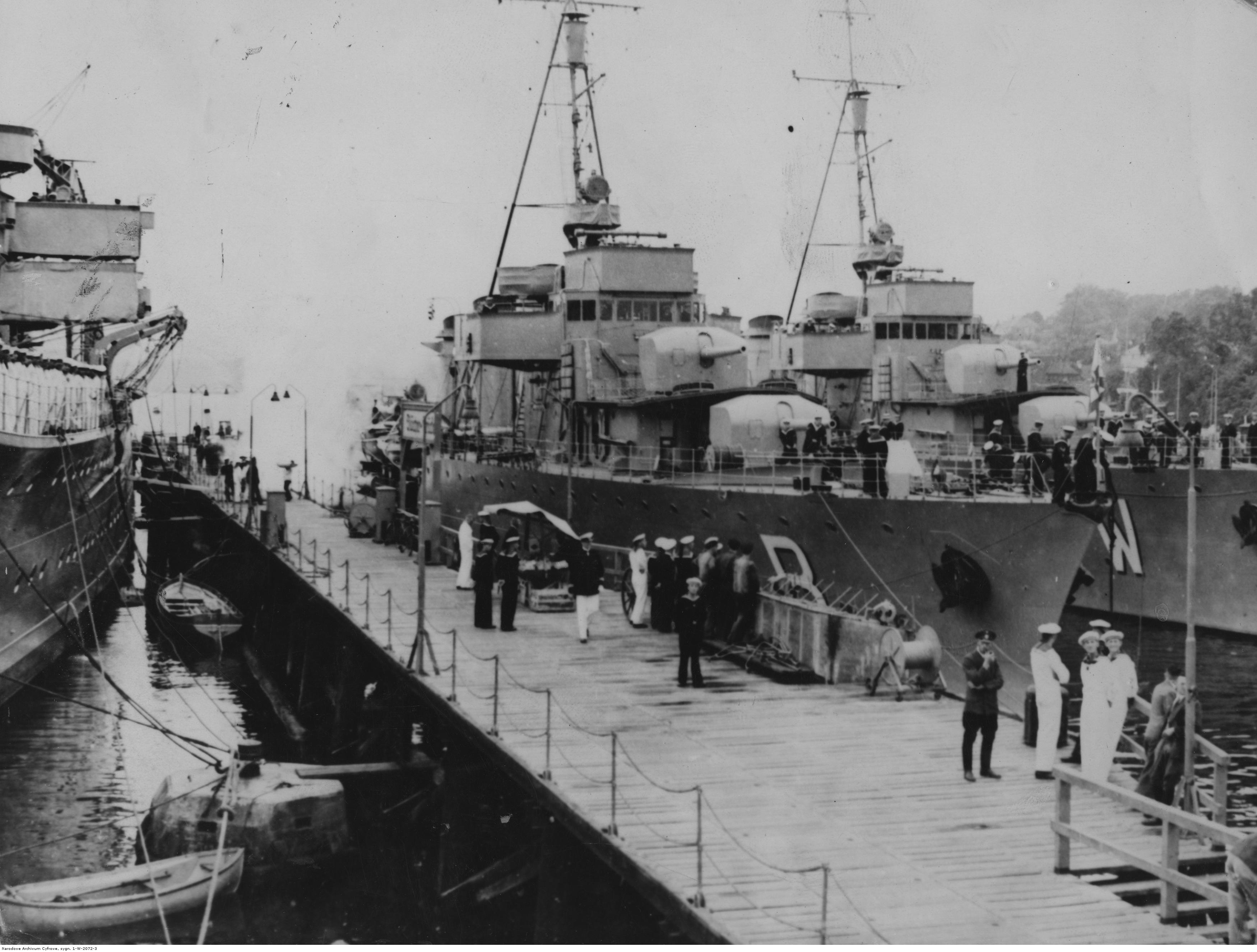
OORP „Burza” i „Wicher” w porcie kilońskim, podczas wizyty w 1935 roku

Wyboru nazw („Wicher”, „Burza”) dla budowanych w Blainville niszczycieli, określanych wówczas jako kontrtorpedowce, dokonał Minister Spraw Wojskowych marsz. Józef Piłsudski rozkazem z dnia 27 lipca 1926 roku. Nazwy okrętów zapożyczono od nazw francuskich okrętów typu Bourrasque, będących pierwowzorami konstrukcji polskich niszczycieli: „Wicher” odpowiada pod względem znaczenia nazwie „Bourrasque”, a „Burza” – „Orage” lub „Tempête”. Nazwy kolejnych niszczycieli budowanych dla MW II RP kontynuowały zapoczątkowaną w ten sposób tradycję nadawania niszczycielom nazw związanych ze zjawiskami atmosferycznymi .

## Opis konstrukcji

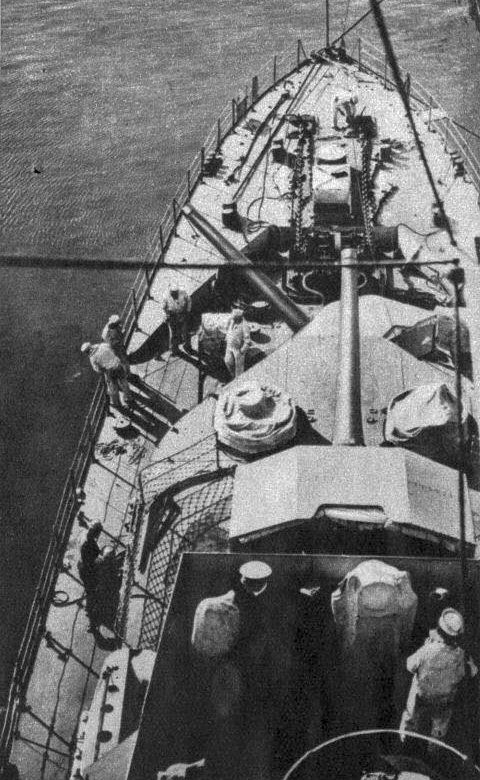
Stanowisko dowodzenia i dziobowe stanowiska artylerii głównej „Burzy”

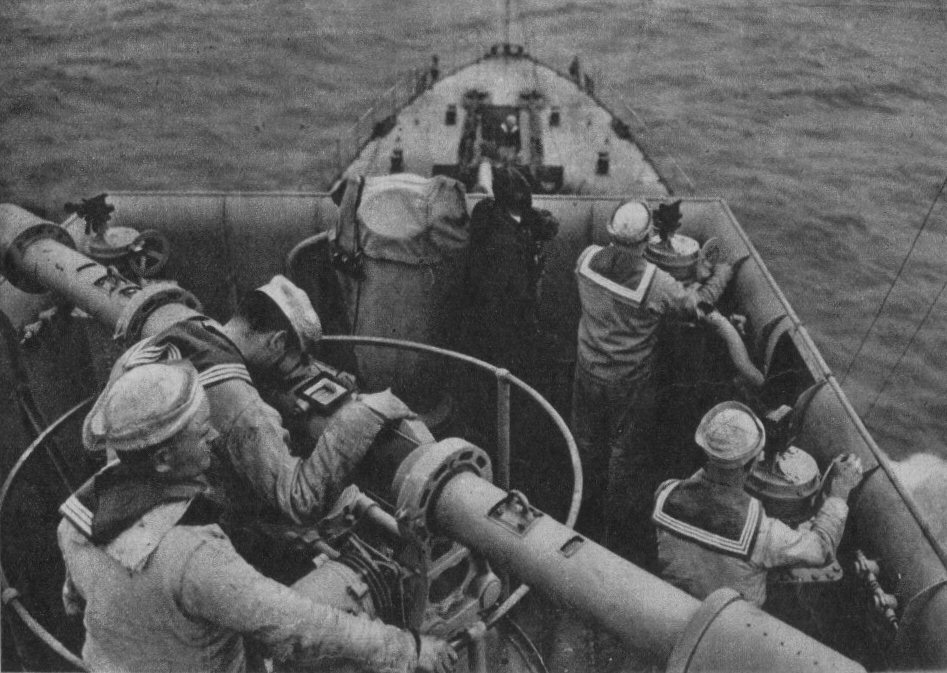
Stanowisko dalmierza na dziobowej nadbudówce „Burzy”

### Kadłub
Okręty powtarzały ogólną architekturę kontrtorpedowców typu Bourrasque. Ich wyporność standardową określono na 1540 ton, pełna wynosiła 2010 ton (2430 ton). Długość kadłuba wynosiła 107,2 metra (długość między pionami – 100,9 metra, na linii wodnej – 104,8 metra), największa szerokość na linii wodnej to 10,5 metra, zanurzenie maksymalne wynosiło 3,5 metra (średnie – 2,97 metra). Kadłub wykonany był z blach i kształtowników stalowych, nieocynkowanych, co zwiększyło podatność okrętu na korozję, stal użyta do budowy miała wytrzymałość na rozciąganie Rr>60 kg/mm².
Dziobnica była mocno wychylona do przodu, kil prosty. Pokład w części dziobowej (do wysokości 1. komina) był podniesiony o jeden poziom. Na pokładach ustawione były trzy grupy nadbudówek. W przedniej na pierwszym poziomie mieściły się pomieszczenia radiostacji i techniczne, wyżej kabina nawigacyjna, na szczycie zaś znajdowało się główne stanowisko dowodzenia i stanowisko dalmierza. Na przedzie nadbudówki w superpozycji do dziobowego stanowiska artylerii głównej nr 1 znajdowało się stanowisko nr 2. Za nadbudówką ustawiony był trójnożny maszt ze stanowiskiem obserwacyjnym. Dalej w kierunku rufy znajdowała się grupa nadbudówek z kuchniami, pomieszczeniami załogi oraz szybami wentylacyjnymi. Rozdzielały je trzy kominy. Za nimi ustawione były dwa zespoły wyrzutni torpedowych, rozdzielonych niewielką nadbudówką z reflektorem. Ostatnia grupa nadbudówek rufowych mieściła pomieszczenia dla personelu, kuchnię i urządzania wentylacyjne. Na niej znajdowało się stanowisko nr 3 artylerii głównej, ustawione w superpozycji do stanowiska nr 4 znajdującego się na pokładzie rufowym, oraz maszt rufowy z antenami radiostacji rozciągającymi się do masztu głównego. Na śródokręciu ustawione były żurawiki z siedmiometrowym welbotem, motorówką okrętową, jolą motorową i małą jolką ustawiona na motorówce. Kadłub był podzielony grodziami na 11 przedziałów wodoszczelnych. Rozstaw wręg wynosił 1,8 metra. Zbiorniki z paliwem były oddzielone od magazynów amunicyjnych koferdamami o szerokości 0,9 metra.

### Napęd
Trzy główne kotły opłomkowe (typu du Temple, Yarrow-Normand) ustawiono w kotłowni dziobowej (1.) i rufowej (2. i 3.). Kotły były umieszczone w szczelnych komorach, w których stale utrzymywano ciśnienie atmosferyczne. Pompy kotłowe – po dwie na kocioł, tłoczyły powietrze bezpośrednio do palenisk. Kotłownie posiadały osobny system wentylacyjny. Każdy kocioł miał 8 palników i rozdzielacz powietrza typu Penhoet. Kotły miały powierzchnię grzewczą 930 m², ciśnienie robocze – 18 kg/cm², wydajność pary – 80 ton/h. Były zasilane wodą przez dwie turbopompy w kotłowni dziobowej i trzy pompy tłokowe w kotłowni rufowej. W zbiornikach balastowych zapas wody kotłowej wynosił 69 m³ w zbiornikach balastowych na dnie okrętu oraz 28 m³ w zbiornikach po obu burtach maszynowni. Paliwo (ropę) tłoczyły do kotłów pompy tłokowe o wydajności 7,5 t/h. Okręt był ogrzewany przez kocioł pomocniczy (25 m², ciśnienie robocze 8 kg/cm²), znajdujący się w nadbudówce dziobowej, napędzał on także różne urządzenia pomocnicze. Każdy z kotłów głównych miał masę 45 ton (z armaturą, bez wody) i zużywał do 15 ton ropy na godzinę. Zapas paliwa wynosił 330 ton ropy, zmagazynowanej w ośmiu zbiornikach. Jednak ze względu na błędy konstrukcyjne (przeciążenie okrętu i niedotrzymanie wysokości metacentrycznej) część zapasu ropy i wody do kotłów nie mogła być wykorzystywana i musiała pozostać w zbiornikach jako płynny balast. Zalecenia eksploatacyjne przewidywały, że aby utrzymać odpowiednie właściwości morskie w zbiornikach powinno zostać co najmniej 100 ton ropy i 20 ton wody kotłowej .
Para napędzała dwie grupy turbin typu Parsons o łącznej mocy 33 000 KM. W każdej z dwóch grup na wspólnym wale osadzone były: turbina wysokiej prężności do biegu naprzód, niskiej prężności do biegu naprzód, turbina do biegu wstecz. Wał przy pełnym biegu naprzód obracał się 360 razy na minutę, przy pełnym biegu wstecz – 225 razy na minutę. Turbiny umieszczone były w jednej maszynowni. Szybkość kontraktowa wynosiła 33 węzły, a zasięg przy prędkości ekonomicznej (15 węzłów) wynosić miał 3000 Mm. Prędkość maksymalna, jaką uzyskano na próbach wynosiła 33,8 węzła. Okręty napędzały dwie trójłopatowe śruby.
W maszynowni znajdowały się również urządzenia pomocnicze (turbopompy cyrkulacyjne do wody zaburtowej do chłodzenia skraplaczy, turbopompy skroplinowe, smoczki powietrzne do wytwarzania próżni w skraplaczach, parowa pompa tłokowa do zasilania układu przeciwpożarowego i usuwania wody z zęz, wirówka olejowa). Urządzenia te wyprodukowała firma Societé Rateau.
Prąd generowały dwie turboprądnice, każda o mocy 60/66 kW, wykonane przez Compagne Five z Lille, oraz dwie prądnice pomocnicze 15/18 kW, wykonane przez Chantiers de la Loire z St. Denis. Instalacja elektryczna pracowała na napięciu 110 V, sieć elektryczna była dwuprzewodowa, składała się z sieci światła (zasilającej 200 żarówek i dwa reflektory łukowe) i siły (zasilającej pompy, wentylatory, podnośniki amunicji, aparaty torpedowe, lodówkę etc.).

### Uzbrojenie
Uzbrojenie:
- 4 armaty 130 mm Schneider-Creusot wz. 1924 (4 × I), ustawione w osi symetrii okrętu, osłonięte maskami przeciwodłamkowymi z brezentowymi osłonami chroniącymi marynarzy obsługi przed złymi warunkami atmosferycznymi. Kąt ostrzału ze stanowisk na obie burty wynosił 135°[38]. Lufa armat była monoblokowa, o długości 5,2 metra, z gwintem prawoskrętnym, jej kąt podniesienia wynosił od 0° do 35°. Zamek był śrubowo-schodowy systemu Wellin, a odpalanie mechaniczne lub elektryczne. Armata była ładowana ręcznie amunicją rozdzielnego ładowania, całkowita masa naboju dochodziła do 32,5 kg. Przewidziano też zastosowanie amunicji ćwiczebnej, oświetlającej, przeciwpancernej, burzącej i odłamkowej, odłamkowo-burzącej. Armata mogła strzelać na odległość do 18,1 km. Masa działa z osłoną wynosiła 12,7 tony[39][40].
- 2 armaty przeciwlotnicze 40 mm Vickers-Armstrong wz. 28 (2 × I) na podstawach morskich R4SM, ustawione na burtach na śródokręciu przy nadbudówce rufowej. Była to armata półautomatyczna z klinowym zamkiem i z oporopowrotnikiem hydrauliczno-sprężynowym. Lufa miała długość 1,575 metra, była chłodzona wodą. Szybkostrzelność wynosiła teoretycznie 200 strzałów na minutę, w praktyce do 120 strzałów/min. Działo zasilane amunicją zespoloną, w taśmach po 25 sztuk. Elewacja od -15° do 85°. Donośność przy maksymalnym, 85° kącie podniesienia lufy, wynosiła 3980 metrów[41]. Masa z podstawą wynosiła 305 kg[42].
- 4 przeciwlotnicze nkm 13,2 mm Hotchkiss, ustawione na podstawach morskich typu R4SM na skrzydłach mostka przy głównym stanowisku dowodzenia (GSD). Lufa karabinu miała długość 1000 mm, była chłodzona powietrzem, jej kąt podniesienia wynosił od -5° do +85°. Szybkostrzelność dochodziła do 450 strzałów na minutę a donośność pionowa do 3000 metrów. Amunicja podawana była z 30-nabojowych magazynków bądź ze sztywnej taśmy na 15 lub 30 naboi. Masa broni z podstawą wynosiła 350 kg[43]. Broń wyposażona była w celownik systemu Le Prieur DAC940 i odpalana była mechanicznie, pedałem spustowym[44]. Broń tą na obydwóch okrętach typu zamontowano w 1935 roku[45].
- 6 wyrzutni torpedowych kal. 550 mm (2 × III), ustawionych w płaszczyźnie symetrii okrętu na śródokręciu. Celowanie i odpalanie torped odbywało się ręcznie na stanowisku wyrzutni lub zdalnie z pomostu. Torpedy odpalane były za pomocą sprężonego powietrza (200 atm) lub ładunkiem prochowym[38]. Wyrzutnie dostosowane były do francuskich torped kal. 550 mm 1923D[46][c], po zastosowaniu reduktorów można było strzelać torpedami 533,4 mm Mk IX oraz 450 mm wz. A[d].
- 2 zrzutnie bomb głębinowych umieszczone w tunelach pod pokładem na rufie. Tunele zamykane były klapami, bomby wyrzucane przy pomocy napędzanych elektrycznie ślimacznic z łańcuchami Galla. Zapas stanowiło 20 bomb BH200. Dodatkowo na burtach w części rufowej ustawione były 2 miotacze bomb głębinowych Thornycrofta, z zapasem 10 bomb (po jednej bombie na miotaczu i po 4 na stelażach obok).
- 2 pary torów minowych na rufie, na których ustawić można było do 60 min wz. 08.

Okręty na stopie wojennej przenosiły: 500 sztuk amunicji do artylerii głównej, 1200 sztuk amunicji do działek 40 mm, 10 tys. sztuk amunicji do nkm 13,2 mm, 12 torped 550 mm i 24 bomby głębinowe.

### Wyposażenie
Niszczyciele wyposażone były w radiostacje: główną SM1K, krótkofalową RKD/K oraz alarmową Y, a także radionamiernik R-J. Posiadały hydrofony ultradźwiękowe Ultra-Sonor oraz echosondy Challenger MS IV.
Przewidziana etatem załoga miała składać się z 10−12 oficerów oraz 150 podoficerów i marynarzy.

### Przebudowy
Okręty w trakcie służby przechodziły modernizacje, zmianom ulegało też ich uzbrojenie. W 1934 roku zdemontowano burtowe miotacze bomb głębinowych Thornycrofta. W 1935 roku zamontowano nowe logi mechaniczne (Walkera), na pomostach z boku głównego stanowiska dowodzenia ustawiono nkm Hotchkissa wz. 30, z nadbudówek rufowych okrętów zdemontowano maszty, zastępując je wspornikami pod anteny, i zamontowano tam nowe dalmierze.
W roku 1937 okręty wyposażono w 12 pław dymnych, ustawionych po sześć pod wyrzutniami torpedowymi i pod platformą dalmierza, oraz w trał ochronny. Wzmocniono dziobowy falochron, na pomoście nawigacyjnym zamontowano poręcze, zmieniono rozstaw żurawików łodziowych, okorkowano sufity pomieszczeń, wymieniono rury ściekowe, zainstalowano dodatkowe wentylatory oraz zbiorniki na słodką wodę. Zmodernizowano też wyposażenie radiotechniczne: zainstalowano polskie radiostacje nadawczo-odbiorcze N-31/O-31, Z-33 i goniometryczne MG .

## Ocena
Okręty były pierwszymi nowymi okrętami, jakie uzyskała MW RP. Były też pierwszymi okrętami tej klasy w MW RP i, w momencie wejścia do służby, największymi pod względem wyporności. Mimo iż niezbyt nowoczesne, stanowiły nową jakość w polskiej flocie. W trakcie eksploatacji i służby wojennej ujawniły się ich wady: niezbyt dobra stateczność, za mała prędkość (z relacji kmdr. Franckiego wynika, że w kwietniu 1940 roku „Burza” osiągała co najwyżej 28 węzłów, co uniemożliwiało jej skuteczne współdziałanie z pozostałymi okrętami Dywizjonu Kontrtorpedowców), niewystarczające uzbrojenie przeciwlotnicze. Ponadto problemem był mały zasięg (który dał się we znaki podczas służby na Atlantyku) oraz problemy ze skraplaczami, które łatwo brały wodę chłodzącą. Szeroko rozstawione wręgi w połączeniu ze znacznie (blisko czterokrotnie) większą niż u niszczycieli brytyjskich liczbą otworów (przejść) w grodziach powodowały, że wzdłużna wytrzymałość kadłuba była niewystarczająca jak na warunki panujące na Atlantyku.
Z innych wad, o których zdawano sobie sprawę w KMW jeszcze przed wybuchem wojny, wymienić można umieszczenie zespołów turbin w jednym przedziale wodoszczelnym, które narażało okręt na unieruchomienie w przypadku już jednego celnego trafienia w maszynownię, niefunkcjonalne rozmieszczenie pomieszczeń załogi (według starszeństwa marynarzy, a nie według przydziałów bojowych), ustawienie trzech kominów i dwóch masztów, które ułatwiać mogło nieprzyjacielowi określenie odległości i parametrów ruchu okrętu, i w rezultacie wstrzelanie się, oraz małą szybkostrzelność armat 130 mm wz. 24 . Odziedziczoną po francuskich protoplastach wadą było niekorzystne ukształtowanie podwodzia w części dziobowej, wynikające z chęci zapewnienia okrętowi dużej prędkości maksymalnej. Jednak w związku z umieszczeniem dwóch ciężkich stanowisk armat 130 mm na dziobie powodowało to, że dziób okrętów był przeciążony, i sprawiało, że przy wysokiej i krótkiej fali były problemy z utrzymaniem prędkości. W związku z przekroczeniem przez wykonawców limitów wyporności konstrukcyjnej okrętów oraz gorszymi niż zakładane parametrami stateczności, wynikającymi z niesolidności stoczni, nie można było wykorzystać całego zapasu wody kotłowej i paliwa, ponieważ krytycznie malała wysokość metacentryczna okrętów. W rezultacie w zbiornikach w charakterze balastu musiało pozostawać co najmniej 100 ton ropy i 20 ton wody kotłowej – redukowało to zasięg okrętów o ok. 30% .
Aby zmniejszyć niedostatki okrętów podejmowano jeszcze przed wybuchem wojny środki zaradcze. Ze względu na niedostateczną wysokość metacentryczną okrętów (która wynosiła od 40 do 25 cm), skrupulatnie monitorowano tę wysokość w zależności od aktualnego uzbrojenia, wyposażenia i załadowania okrętu. W celu poprawy stabilności okrętu starano się zmniejszać masę wysoko położonych elementów uzbrojenia i wyposażenia, np. w środkowych wyrzutniach torpedowych ładowano torpedy 450 mm (wz. A) lub pozostawiano je niezaładowane, co zmniejszało masę wyrzutni o blisko tonę.
W 1938 roku opracowano plany modernizacji okrętów tego typu. Planowana przebudowa miała na celu upodobnienie wyglądu jednostek do wyglądu niszczycieli typu Grom (zastąpienie trzech kominów przez jeden komin), wymianę artylerii głównej na 5 armat Boforsa kal. 120 mm L/50 wz. 34/36 (3 x I, 1 x II), takich jak w typie Grom, wzmocnienie artylerii przeciwlotniczej przez dodanie stanowiska armat Boforsa kal. 40 mm L/60 wz. 36 (1 x II) oraz dwóch stanowisk nkm Hotchkissa 13,2 mm, modernizację systemu podawania amunicji i systemu przekaźnikowego instalacji artyleryjskiej i torpedowej, a także modernizację systemu komunikacji radiowej i podsłuchowej. Przebudowę zaplanowano na lata 1940–1942, jej koszty, szacowane na 900 tys. zł jeśli chodzi o prace kadłubowe i 3,5 mln zł jeśli chodzi o przezbrojenie, uwzględniono w „6-letnim planie rozbudowy floty”. Szacowano, że okręty po przebudowie posłużą jeszcze przynajmniej 5–7 lat . „Wicher” nie doczekał się większej modernizacji, natomiast „Burza” w trakcie służby po wybuchu wojny (i po jej zakończeniu) kilkukrotnie przechodziła gruntowną przebudowę, co związane było ze zmianami funkcji, jakie miała pełnić .

## Przebieg służby
„Wicher” przybył do Gdyni 15 lipca 1930 roku. Jego powitanie miało nieomal charakter święta. Początkowo włączony został do Dywizjonu Torpedowców. Jednak gdy z Francji przybyła „Burza”, 15 września 1932 roku utworzono nowy związek taktyczny: Dywizjon Kontrtorpedowców, którego zalążkiem stały się obydwa niszczyciele typu Wicher.

### ORP „Wicher”

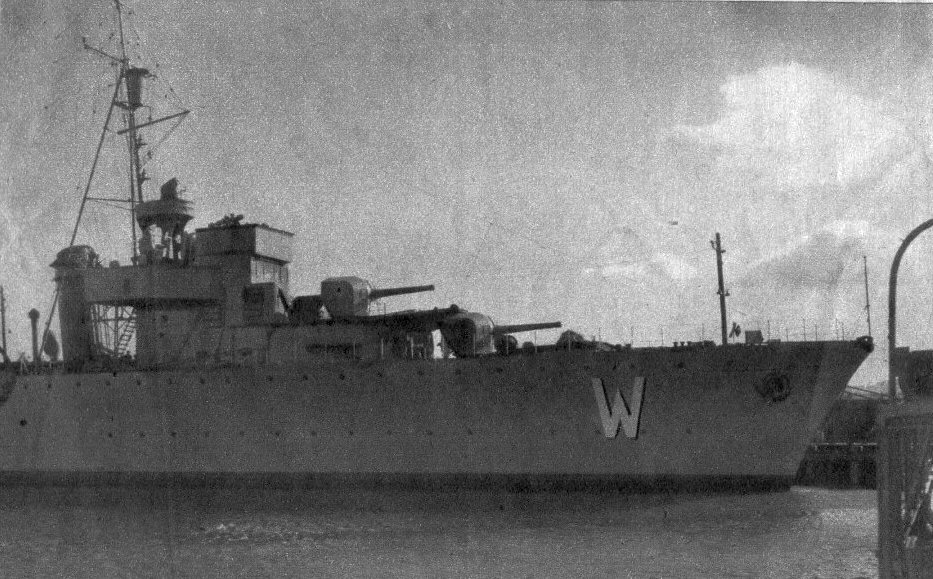
ORP „Wicher w 1935 roku

„Wicher” wkrótce po przybyciu do kraju został wyznaczony do eskorty honorowej statku pasażerskiego „Polonia”, na którym w oficjalną podróż do Estonii udał się w dniach 8–13 sierpnia 1930 roku Prezydent RP Ignacy Mościcki. Po powrocie do kraju rozpoczęło się szkolenie i ćwiczenia bojowe. W marcu 1931 roku okręt udał się na Maderę do portu Funchal, aby zabrać przebywającego tam na leczeniu marszałka Józefa Piłsudskiego, po drodze odwiedzając Lizbonę. W czerwcu 1932 roku okręt odegrał decydującą rolę w rozstrzygnięciu po myśli polskiej „kryzysu gdańskiego”. W sierpniu 1932 roku jako jednostka flagowa Dowódcy Floty kmdr. Unruga uczestniczył w wizycie kurtuazyjnej, którą polskie niszczyciele i Dywizjon Okrętów Podwodnych złożyły w Sztokholmie. Na kolejną wizytę wraz z Dywizjonem Kontrtorpedowców udał się w lipcu 1934 roku do Leningradu, a w sierpniu do Kopenhagi. W roku 1935 wraz z „Burzą” złożył wizytę w Kilonii, następnie w Helsinkach i Tallinie. W 1937 roku na pokład „Wichra” zaokrętował się rocznik podchorążych SPMW, z którymi okręt odbył rejs szkoleniowy po Bałtyku. W ostatnią przed wojną podróż zagraniczną okręt udał się wraz DK w sierpniu tego roku – odwiedził Tallin i Rygę. Po wybuchu II wojny światowej okręt uczestniczył w obronie Wybrzeża: odpierał ataki lotnicze na port oksywski, osłaniał wykonanie operacji Rurka. 2 września został zacumowany w porcie na Helu jako pływająca bateria. 3 września uczestniczył w pojedynku artyleryjskim z zespołem okrętów Kriegsmarine, w wyniku którego jeden z niszczycieli niemieckich odniósł uszkodzenia. Po południu tego dnia został zatopiony przez niemieckie bombowce z 4/Trägerguppe 186.

### ORP „Burza”

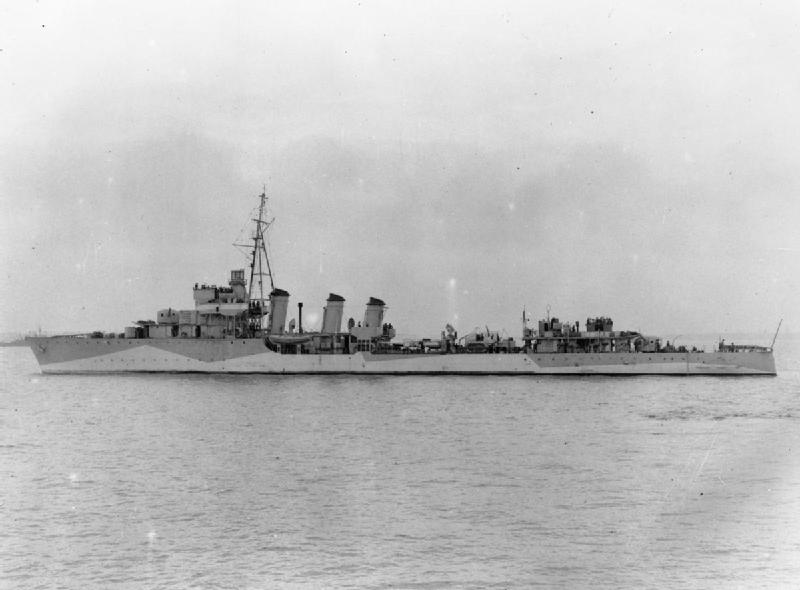
„Burza” w służbie PSZ na Zachodzie, w malowaniu „Western Approaches – Reversed”

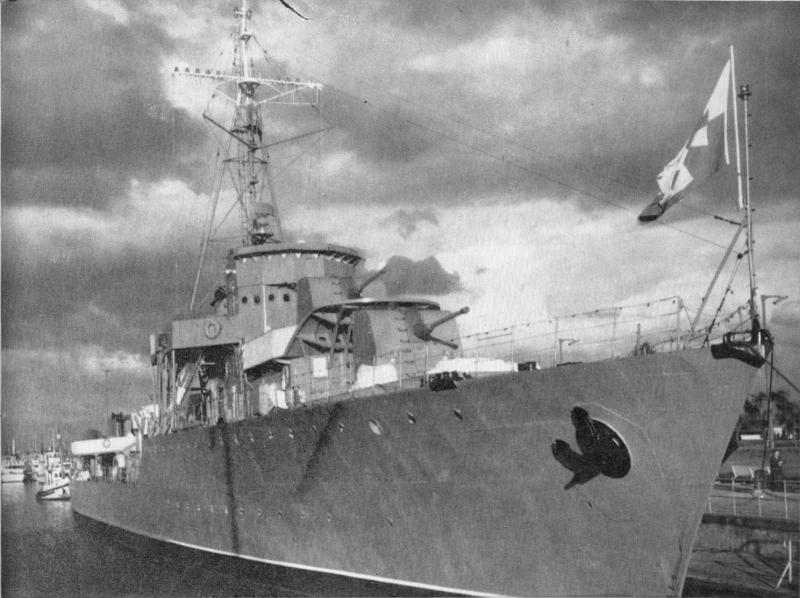
„Burza” jako okręt-muzeum

„Burza” przybyła do Gdyni 19 sierpnia 1932 roku. Niemal od razu udała się wraz z innymi polskimi okrętami w podróż z wizytą kurtuazyjną do Sztokholmu. Uczestniczyła też w latach kolejnych w wizytach w Leningradzie, Kopenhadze, Kilonii, Helsinkach, Tallinie i Rydze.
W 1937 roku wzięła udział w rewii morskiej w Spithead, reprezentując Polskę przy okazji uroczystości związanych z koronacją króla Jerzego VI. W kwietniu 1939 roku przyprowadziła do kraju ORP „Sęp”. Realizując plan Peking, w przeddzień wybuchu wojny opuściła Bałtyk i udała się do Wielkiej Brytanii. „Burza” w składzie Polskich Sił Zbrojnych na Zachodzie uczestniczyła w kampanii norweskiej, operacji Dynamo, eskortowaniu konwojów atlantyckich, operacji Alacrity. W trakcie służby kilkukrotnie odniosła ciężkie uszkodzenia, uratowała ponad 250 rozbitków, zatopiła okręt podwodny U-606 (inny prawdopodobnie), a dwa inne uszkodziła, zestrzeliła jeden samolot. W 1944 roku została wycofana do 1. rezerwy i stała się okrętem szkolnym. Przekazano ją władzom PRL w 1951 roku. Po remoncie i przebudowie pełniła służbę do 24 lutego 1960 roku jako okręt obrony przeciwlotniczej. W 1960 roku przekształcono ja na okręt-muzeum. Funkcję tę pełniła do 1975 roku, zwiedziło ją nieco ponad 3,7 mln osób. W 1977 roku, po zastąpieniu w roli okrętu-muzeum przez „Błyskawicę”, okręt został złomowany .